# Eric Brewer
Eric Charles Brewer (Vernon, 17 aprile 1979) è un hockeista su ghiaccio canadese professionista che gioca nel ruolo di difensore. Dalla stagione 2010-2011 gioca nella National Hockey League con la squadra dei Tampa Bay Lightning. Con la nazionale canadese ha vinto tre mondiali ed una medaglia d'oro olimpica.

## Palmarès

### Nazionale
- Giochi olimpici: 1

Salt Lake City 2002
- Campionato mondiale di hockey su ghiaccio: 3

Finlandia 2003, Rep. Ceca 2004, Russia 2007
- World Cup of Hockey: 1

2004